# Norrala IF
Norrala IF är en svensk fotbollsförening. För närvarande spelar seniorlaget i div 4 Hälsingland. Föreningen har även ett antal ungdomslag och en skidsektion. Föreningen grundades 1932 och dess klubbfärger är vit, blå och röd. Medlemsantalet är runt 600 personer.
Föreningen är verksam i Söderhamns kommun och deras idrottsplats heter officiellt Norrala IP, fast kallas i folkmun för Borgs IP som var det gamla namnet. Anläggningen har 3 fotbollsplaner (två 11-manna och en 7-manna) samt ett elljusspår för skidåkning.
Laget åkte ur Sveriges högstadivision i fotboll för damer 1987.
Den före detta fotbollsspelaren och u21-landslagsmannen Christian Lundström påbörjade sin karriär i klubben innan han drog vidare till IFK Göteborg via Söderhamns FF.

### Fotnoter
1. ↑   Horisont 1987. Bertmarks